# Катастрофа Boeing 727 під Ла-Пасом
Катастрофа Boeing 727 під Ла-Пасом — авіаційна катастрофа, що сталася раннім вечором у вівторок 1 січня 1985 року (в перший день нового 1985-го року) в болівійських Андах в районі Ла-Паса. Пасажирський авіалайнер Boeing 727-225 Advanced американської вже неіснуючої авіакомпанії Eastern Air Lines виконував міжнародний пасажирський рейс EA980 за сполученням Асунсьйон—Ла-Пас—Ліма—Гуаякіль—Панама—Маямі—Чикаго, але при заході на посадку в аеропорт Ель-Альто в Ла-Пасі літак врізався в гору Іїмані в точку 16°38′10″ пд. ш. 67°47′21″ зх. д. / 16.63611° пд. ш. 67.78917° зх. д. (висота 21,000 футів, або 6,462 метри над рівнем моря) в 48 км (26 фт) від аеропорту. В результаті катастрофи загинуло 29 осіб (19 пасажирів та 10 членів екіпажу).
Місце катастрофи стало найвищим серед всіх авіакатастроф (крім зіткнення в повітрі, тобто над землею).

## Літак

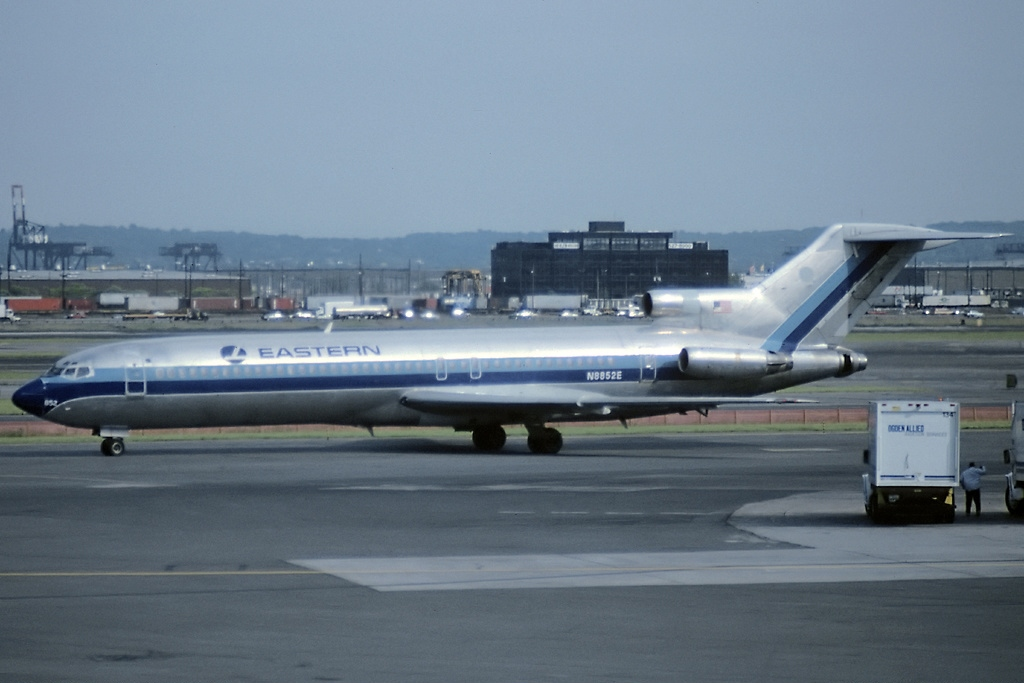
Boeing 727-225 Advanced авіакомпанії Eastern Air Lines, ідентичний до того, що зазнав катастрофи.

Boeing 727-225 Advanced з реєстраційним номером N819EA (заводський — 22556, серійний — 1793) свій перший політ здійснив 12 березня 1982 року, а 7 квітня надійшов в американську авіакомпанію Eastern Air Lines (номер у флоті — 819). Лайнер був оснащений трьома турбовентиляторними двигунами моделі Pratt & Whitney JT8D-17AR із силою тяги 16 400 фунтів сили кожен.

## Екіпаж
Склад екіпажу рейсу 980 був такий:
- Командир повітряного судна (КПС) — Ларрі Кемпбелл (англ. Larry Campbell)[4];
- Другий пілот — Кеннет Роудз (англ. Kenneth Rhodes);
- Бортінженер — Марк Берд (англ. Mark Bird).

Бортпровідники:
- Пауль Адлер (ісп. Paul Adler);
- Пабло Летельєр (ісп. Pablo Letelier)
- Мерілін Маккуїн (англ. Marilyn MacQueen)
- Роберт О'Брайєн (англ. Robert O'Brien)
- Паула Валенсуела (ісп. Paula Valenzuela)

Також у салоні знаходилися два службові пасажири — змінний льотний екіпаж.

## Хронологія подій

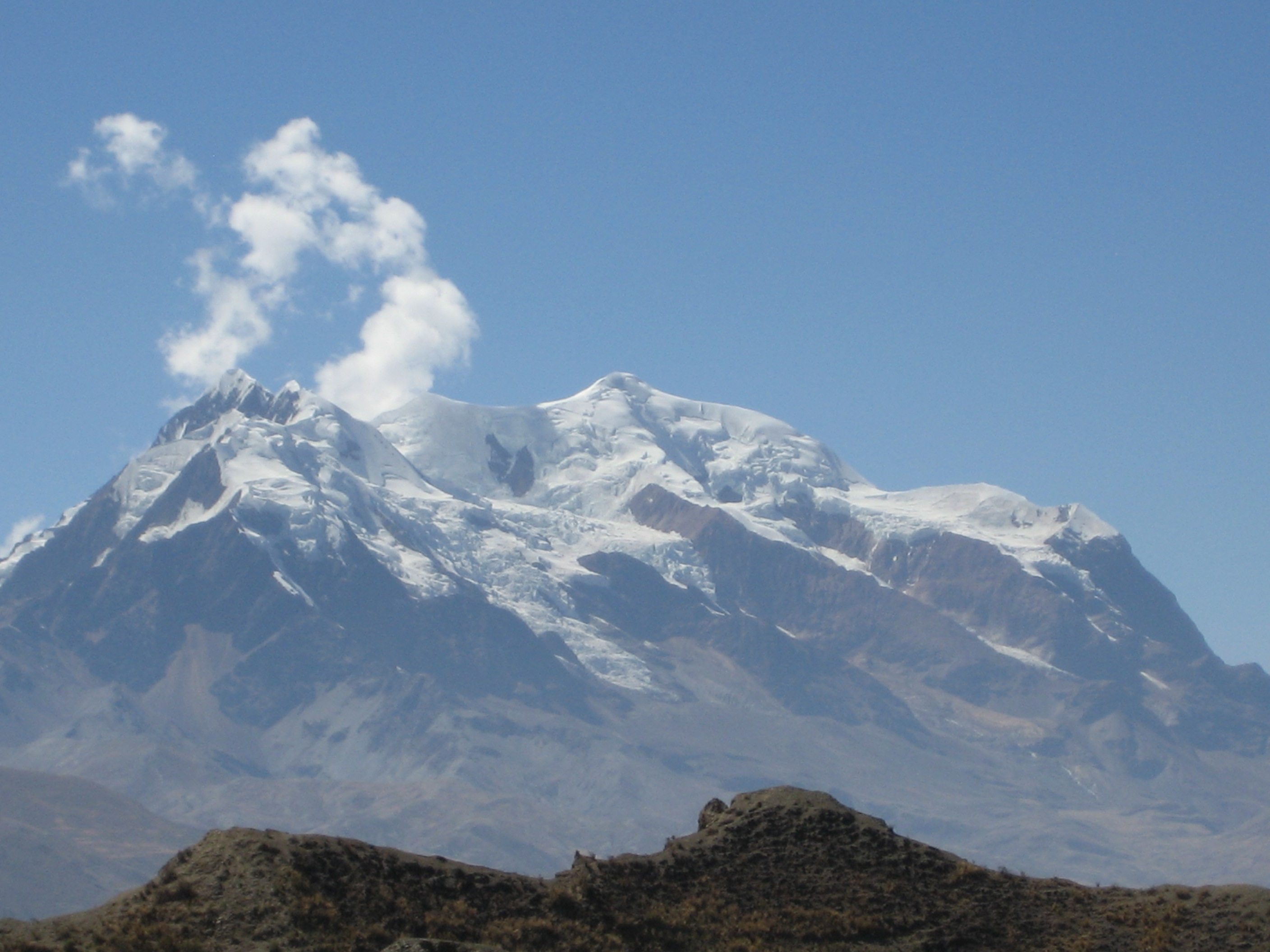
Місце катастрофи (гора Іїмані)

«Боїнг-727» виконував міжнародний пасажирський рейс EA980 з Асунсьйона до Чикаго із зупинками в Ла-Пасі, Лімі, Гуаякілі, Панамі, Маямі та Чикаго з 29 особами на борту (за одними даними — 21 пасажир та 8 членів екіпажу, за іншими — 19 пасажирів та 10 членів екіпажу, залежно від обліку службових пасажирів). Літак вилетів із Асунсьйонського аеропорту імені Сільвіо Петтіросі. У регіоні в цей час вже стояла ніч і йшов сильний дощ, який супроводжував туман. Перебуваючи за 55 миль (102 км) від радіомаяка Ла-Пас екіпаж доповів про проходження пункту DAKON на висоті 25,000 футів (7,620 м). На це авіадиспетчер дав дозвіл знижуватись і займати висоту 18,000 футів (5,490 м), що екіпаж підтвердив. Однак приблизно о 20:30 літак зник. Наступного дня організованими пошуками американськими та болівійськими льотчиками було виявлено місце падіння на схилі гори Іїмані (висота 21 тисяча футів або 6462 метри) неподалік вершини. У 26 милях (48 км) від радіомаяка аеропорту Ель-Альто і в 25 милях від торця смуги 09R «Боїнг», що летів на висоті 19,600 футів (5,970 м), у льотній конфігурації врізався в гору і повністю зруйнувався, а всі 29 осіб на його борту загинули.

## Розслідування
Катастрофа сталася на висоті 6 км, що робить її найвищою авіакатастрофою на землі, що додало складнощів розслідуванню, оскільки потрібно піднятися на висоту для вивчення місця події. Тоді було організовано альпіністську експедицію, яка змогла дістатися місця падіння авіалайнера, де слідчі вивчили окремі уламки. При цьому роботи серйозно ускладнювалися поганою погодою та висотною хворобою, тому повністю вивчити поховані під снігом уламки виявилося неможливо. Також не були знайдені мовний та параметричний бортові самописці. Хоча деяку картину подій скласти все ж таки вдалося. Справа в тому, що підхід до високогірного аеропорту Ель-Альто мав виконуватися повітряним коридором UA 320, який проходить по вектору 134° від радіомаяка аеропорту. Проте рейс 980 слідував за вектором 106°, тобто значно північніше. Ймовірно, це було спричинено бажанням екіпажу обійти дощові хмари. Так, як політ проходив вночі і серед хмар, екіпаж не мав візуальних орієнтирів, а тому пілоти не встигли помітити розташовану попереду по курсу гору.
Завдяки відступу льодовиків на горі Іїмані, в 2006 році альпіністи виявили місця декількох авіакатастроф, що оголилися. Серед них було місце катастрофи американського «Боїнга», де вдалося знайти окремі речі пасажирів. Однак жодного тіла або бортового самописця виявлено не було. Вони все ще знаходяться під шаром льоду та снігу.